# Кристал-Рок (Огайо)
Кристал-Рок (англ. Crystal Rock) — переписна місцевість (CDP) в США, в окрузі Ері штату Огайо. Населення — 138 осіб (2020).

## Географія
Кристал-Рок розташований за координатами 41°26′52″ пн. ш. 82°50′31″ зх. д. / 41.44778° пн. ш. 82.84194° зх. д. (41.447787, -82.841928).  За даними Бюро перепису населення США в 2010 році переписна місцевість мала площу 0,28 км², уся площа — суходіл.

## Демографія
Згідно з переписом 2010 року, у переписній місцевості мешкало 176 осіб у 79 домогосподарствах у складі 49 родин. Густота населення становила 638 осіб/км².  Було 113 помешкання (410/км²).
Расовий склад населення:
| - 94,3 % — білих - 0,6 % — корінних американців - 2,8 % — осіб інших рас |

До двох чи більше рас належало 2,3 %. Частка іспаномовних становила 7,4 % від усіх жителів.
За віковим діапазоном населення розподілялося таким чином: 18,2 % — особи молодші 18 років, 61,3 % — особи у віці 18—64 років, 20,5 % — особи у віці 65 років та старші. Медіана віку мешканця становила 45,8 року. На 100 осіб жіночої статі у переписній місцевості припадало 100,0 чоловіків;  на 100 жінок у віці від 18 років та старших — 102,8 чоловіків також старших 18 років.
За межею бідності перебувало 8,7 % осіб, у тому числі 0,0 % дітей у віці до 18 років та 0,0 % осіб у віці 65 років та старших.
Цивільне працевлаштоване населення становило 70 осіб. Основні галузі зайнятості: роздрібна торгівля — 28,6 %, мистецтво, розваги та відпочинок — 24,3 %, публічна адміністрація — 15,7 %, виробництво — 15,7 %.